# بلوط ارمنی
بلوط ارمنی (نام علمی: Quercus pontica) نام یک گونه از سرده بلوط است.